# Santiago (járás)
Santiago egy comarca (járás) Spanyolország Galicia autonóm közösségében, A Coruña tartományban. Székhelye Santiago de Compostela. Népessége 2005-ös adatok szerint 150 286 fő volt.

## Községek
A székhely neve félkövérrel szerepel.
- Ames
- Boqueixón
- Brión
- Santiago de Compostela
- Teo
- Val do Dubra
- Vedra